# Spyridōn Louīs
Spyridōn Louīs, o Spyros Louīs (in greco Σπυρίδων Λούης? o Σπύρος Λούης, traslitterato anche Spiridon Louis; Amarousio, 12 gennaio 1873 – Amarousio, 26 marzo 1940), è stato un maratoneta greco.
Passò alla storia dell'atletica leggera come vincitore della maratona della I Olimpiade dell'era moderna.

## Biografia

### Notizie incerte
Non si hanno molte notizie certe su Spyridōn Louīs: era nato sicuramente nel villaggio di Amarousio (o Maroussi), sobborgo di Atene, da una famiglia di modeste condizioni economiche.
Secondo la tradizione Spyridōn Louīs era un pastore, mentre altre fonti lo descrivono come portatore d'acqua. Carlo Airoldi, il podista lombardo giunto ad Atene per partecipare ai Giochi, ma non ammesso alle competizioni perché ritenuto atleta professionista, scrisse invece che era un militare dell'esercito greco che da tempo aveva abbandonato la pastorizia.
Oggi lo si considera un pastore che faceva anche lo stesso lavoro del padre che consisteva nel trasportare acqua minerale comprata ad Atene. L'ipotesi del militare appare veritiera, ma probabilmente è dovuta al fatto che egli svolse il servizio militare tra il 1893-1895, quindi pochi anni prima. Inoltre l'anno successivo ai Giochi olimpici la Grecia entrò nelle Guerre balcaniche contro la Turchia per cui non è difficile che il campione olimpico venisse precettato.

### Partecipazione casuale?

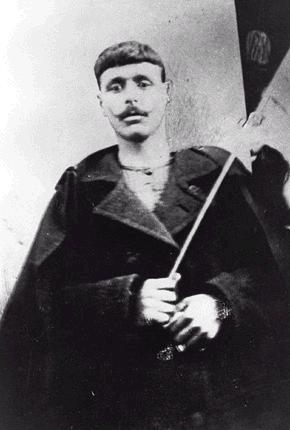
Spyridōn Louīs

Nella I Olimpiade le partecipazioni, soprattutto greche, erano casuali ed erano dettate soprattutto da uno spirito agonistico più che da desiderio di vittoria. Una persona che rappresentava questo spirito era proprio Spyridōn in quanto, non essendo un vero e proprio atleta, gareggiò e vinse quella che veniva considerata la gara olimpica per eccellenza, creata appositamente per questa occasione.
Egli partecipò alla maratona probabilmente convinto dal colonnello Papadiamantopoulos che era organizzatore della gara ed era stato suo ufficiale, per cui ne conosceva il talento.
Gli organizzatori greci erano molto interessati alla maratona ed era loro desiderio vincerla per cui organizzarono una sorta di "eliminatorie" per buttare nella gara i migliori atleti. Queste furono vinte il 22 marzo dal favorito Charilaos Vasilakos. Tuttavia la stampa e i politici, che volevano necessariamente un greco come vincitore, non erano contenti della squadra messa insieme e fu organizzata una seconda gara. Si disse che chi avesse migliorato il tempo di 3h18' (tempo di Vasilakos nella prima eliminatoria), avrebbe poi partecipato ai Giochi olimpici. La gara fu vinta da un certo Lavrentis in 3h11'27" ma anche Spyridōn scese sotto il tempo limite, arrivando quinto, per cui rientrò nel gruppo dei greci prescelto per la maratona olimpica.

### La prima maratona olimpica

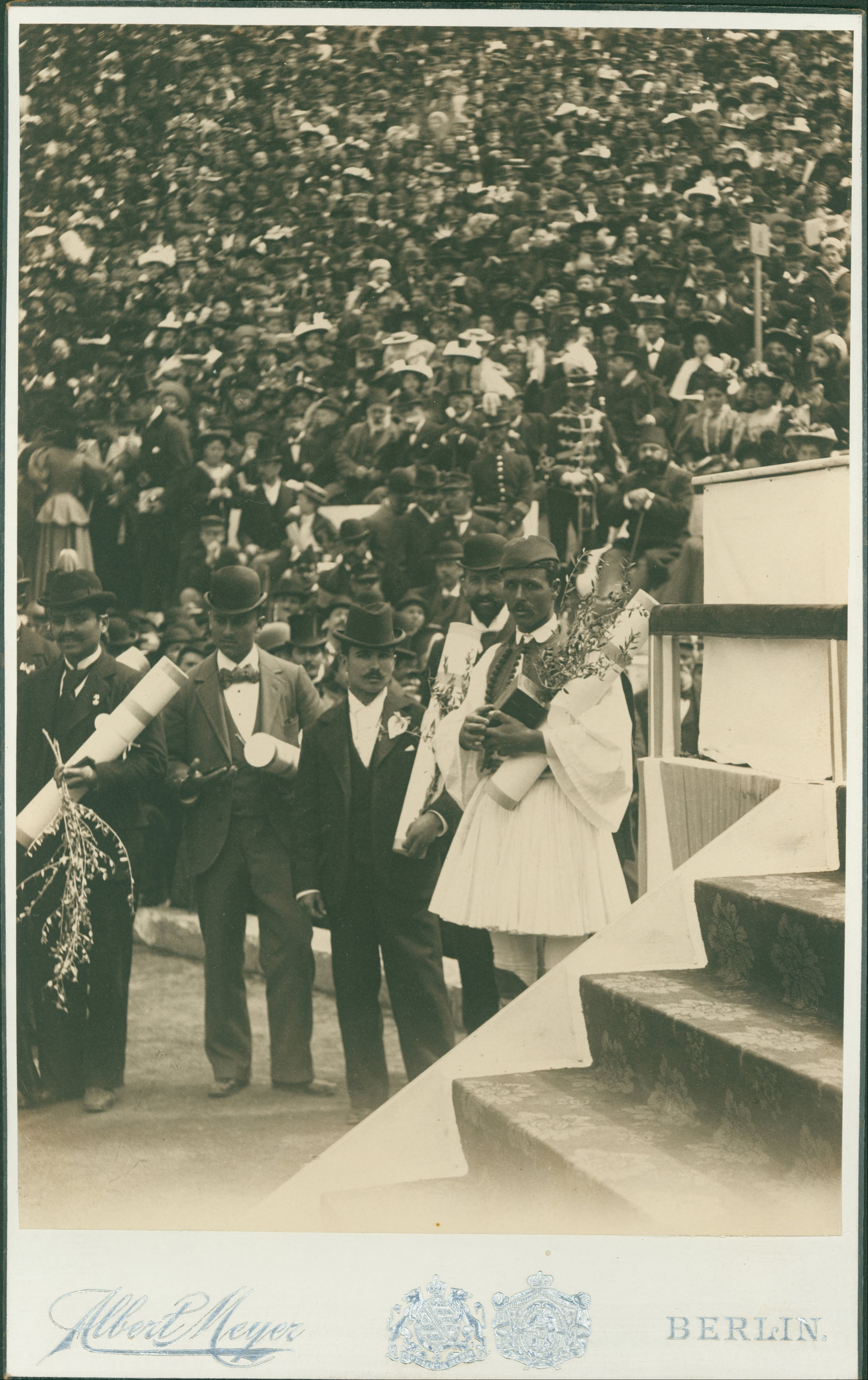
La premiazione di Spyridōn Louīs

La maratona era la gara più attesa dei primi Giochi olimpici. Era la rievocazione sportiva di un evento epico: la corsa di Filippide (o Fidippide, secondo le fonti) da Maratona all'Acropoli di Atene per annunciare la vittoria sui Persiani nel 490 a.C.
La maratona olimpica avrebbe seguito un percorso analogo, dal ponte di Maratona allo stadio Panathinaiko di Atene, per un totale di 40 km (la lunghezza ufficiale di 42,195 km per la maratona fu stabilita solo nel 1921).
La gara si svolse il 10 aprile 1896. Spyridōn Louīs aveva solo 23 anni e si presentò alla partenza indossando le scarpe che i suoi compaesani gli avevano regalato. I partecipanti, nemmeno una ventina, erano in prevalenza greci, più un ungherese, un francese, uno statunitense e un australiano. Parecchi atleti, tuttavia, si erano ritirati prima della partenza perché non si erano sentiti in grado di competere.
Alle ore 14 il colonnello Papadiamantopoulos, membro del comitato per la preparazione degli atleti greci, diede il via alla gara. Subito dopo lo sparo i quattro stranieri si misero al comando della corsa. Il loro ritmo era molto sostenuto e i greci facevano fatica a tenere il passo. Alla testa andò prima il francese Albin Lermusiaux, poi l'australiano Edwin Flack.
La cronaca della maratona è spesso condita di aneddoti forse inventati. Si dice, ad esempio, che verso Pikermi parecchi atleti si fossero già ritirati sfiniti, mentre Spyridōn si era fermato in un punto di ristoro a bere addirittura un bicchiere di vino. Dopo aver chiesto a quanto ammontava il vantaggio degli altri corridori, dichiarò che avrebbe avuto il tempo di riprenderli prima della fine della gara.
Nella realtà, dopo i primi 30 km gli atleti di testa cominciarono a pagare effettivamente lo sforzo eccessivo. La gara era nuova e la lunghezza poco sperimentata per cui parecchi fondisti pagarono lo scotto dell'inesperienza, a differenza degli atleti greci che già avevano sperimentato la maratona nelle eliminatorie per la selezione della compagine greca.

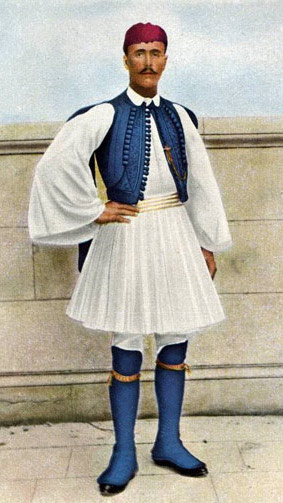
Louīs in costume nazionale

Spyridōn Louīs approfittò della situazione di stanchezza degli avversari verso la fine della gara per lanciarsi in una rimonta. Dopo 33 km riuscì a raggiungere l'australiano Flack che si trovava in testa e, quando quest'ultimo fu costretto ad abbandonare, arrivò a prendere il comando. Mancavano appena 5 km al traguardo.
Allo stadio l'atmosfera era tesa perché un ciclista era arrivato con la notizia che ci fosse ancora Flack al comando. Quando giunse un altro messaggero con la notizia che Spyridōn aveva appena preso la testa della gara, la folla se ne rallegrò con grande entusiasmo e, quando Louis entrò per primo nello stadio olimpico, il pubblico di casa esplose in un boato di gioia. L'entusiasmo era tale che i due principi della casa reale greca, il principe Costantino e il principe Giorgio, entrarono nella pista per accompagnarlo fino al traguardo. Il suo tempo finale fu 2h58'50", con 7 minuti di vantaggio sul secondo.
Arrivò come secondo il più esperto e favorito Charilaos Vasilakos che, paradossalmente, si era attardato a causa della folla che lo fermava per congratularsi e per acclamarlo.
Terzo era Spiridon Belokas, che, però, fu squalificato per aver fatto parte della gara trasportato da un carretto.

### Un eroe nazionale

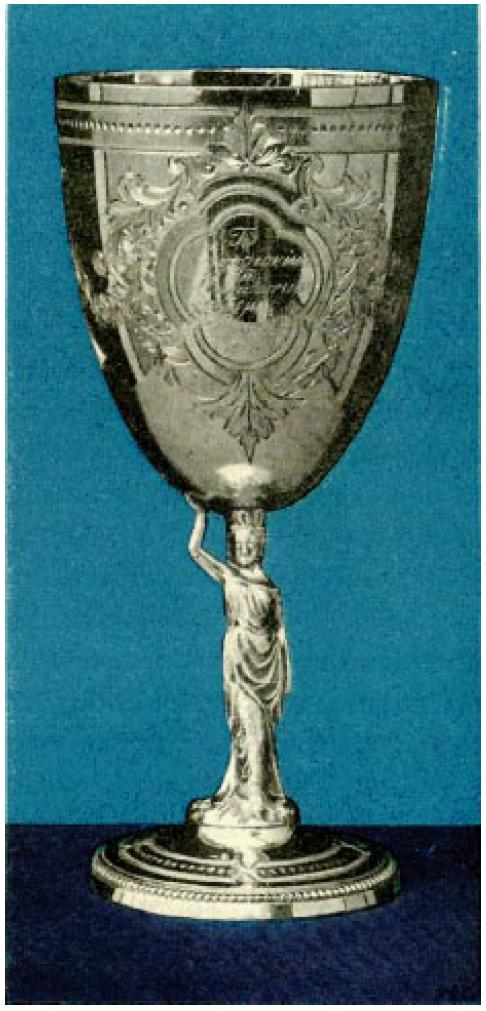
La silver cup, assegnata al vincitore della maratona

Così Spyridōn Louīs descrisse, dopo quarant'anni, i festeggiamenti subito dopo l'arrivo: "Quell'ora fu qualcosa di incredibile e ancora oggi mi sembra un sogno... da tutte le parti mi lanciavano fiori e ramoscelli d'ulivo. Tutti urlavano il mio nome e lanciavano in aria i cappelli..."
Dopo la vittoria ritornò nel suo villaggio di Amarousio con un cavallo e un carretto regalati dal re di Grecia e qui continuò la sua vita normale, la sua attività di pastore e di agricoltore prima e di poliziotto locale poi.
Comunque Spyridōn Louīs era diventato un eroe nazionale. A lui venne riservato il grande onore di essere il portabandiera della Grecia nella cerimonia di chiusura dei Giochi. Fu sommerso di doni di ogni tipo: si narra che la colonia greca in Inghilterra si autotassasse per regalargli un podere chiamato "Campo di Maratona", e che un oste greco gli offrì pasti gratis per dieci anni.
Nel 1926 fu arrestato con l'accusa di aver falsificato documenti militari e imprigionato. Dopo un anno di prigione venne scarcerato perché innocente. I giornali fecero notare l'onta subita dall'atleta.

### La sua presenza all'Olimpiade di Berlino

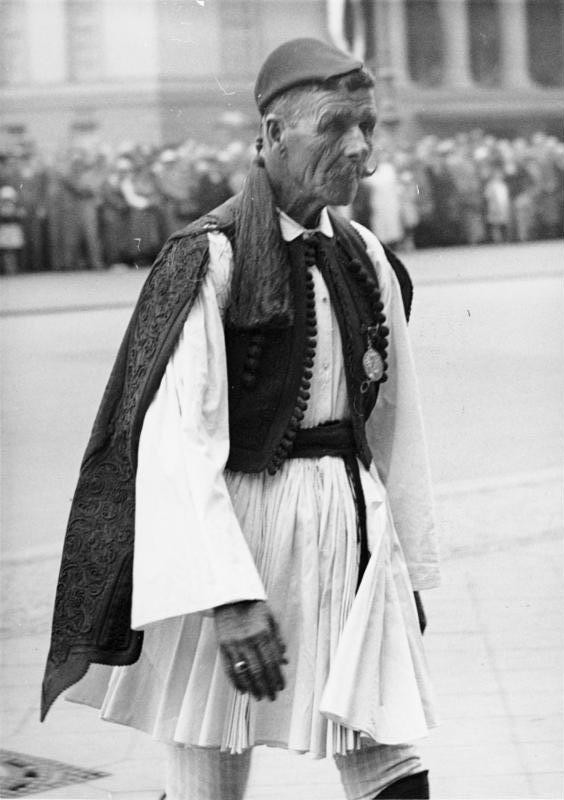
Spyridōn ai Giochi olimpici di

Il legame con le Olimpiadi continuò. Fu presente all'edizione del 1936 a Berlino come membro della delegazione greca: nella cerimonia di apertura, vestito con il costume nazionale, consegnò ad Adolf Hitler un ramo d'ulivo proveniente da Olimpia. Fu anche la sua ultima apparizione in pubblico in quanto morì dopo quattro anni. Oggi riposa nel cimitero di Amarousio.

### Olimpiade di Atene (2004) e il suo ricordo
La sua memoria è stata onorata anche ai Giochi olimpici di Atene 2004 in quanto ad Amarousio, suo villaggio natale, è stato edificato lo Stadio Olimpico a lui intitolato.
Il suo nome è diventato parte del linguaggio comune in Grecia, tramite l'espressione in greco  γίνομαι Λούης (letteralmente "diventare Louis",traducibile con "sparire velocemente" in italiano).
Nel 2012 suo nipote, a causa delle difficili condizioni economiche dovute alla crisi, ha deciso di mettere all'asta presso Christie's il trofeo ereditato e di destinare il ricavato ai suoi due figli.

## Palmarès
| Anno | Manifestazione  | Sede  | Evento   | Risultato | Prestazione | Note            |
| ---- | --------------- | ----- | -------- | --------- | ----------- | --------------- |
| 1896 | Giochi olimpici | Atene | Maratona | Oro       | 2h58'50"    | Record olimpico |